# Escudo de Ascó

Representación del escudo de armas de Ascó.

El escudo de armas de Ascó se describe, según la terminología precisa de la heráldica, por el siguiente blasón:

De gules, un castillo de sable, cerrado de argén, superado de una cruz de Malta de argén.

La composición está formada por tanto, sobre un fondo de color rojo, por las figuras de un castillo blanco con sus puertas y ventanas de color blanco o plata, en su parte central, y el emblema de la Orden de San Juan de Jerusalén, en su parte superior.
El diseño del conjunto suele presentarse en un contorno en forma de cuadrado apoyado sobre una de sus aristas (escudo de ciudad), y acompañado en la parte superior de un timbre según la configuración muy difundida en Cataluña al haber sido adoptada por la administración en sus recomendaciones para el diseño oficial.
Este blasón fue aprobado oficialmente por la Generalidad de Cataluña por decreto de 6 de agosto de 1985 y publicado en el DOGC el 2 de septiembre del mismo año con el número 583.

La composición tiene un carácter evocativo. La figura central representa el castillo de la villa, que fue el centro de una encomienda templaria desde el siglo XII hasta su disolución en 1312,  momento en el que la jurisdicción del castillo de Ascó pasó a los caballeros del orden del Hospital de San Juan de Jerusalén, simbolizados por la cruz de Malta.